# 德國建築博物館
德國建築博物館（德語：Deutsches Architekturmuseum，簡稱DAM）是一座位於德國法蘭克福博物館岸的博物館。博物館位於一座修建於1912年的建築內，並由建築師奧斯瓦爾德·馬蒂亞斯·翁格爾斯改建為博物館，博物館並於1984年開幕。館內設有名為《從原始茅屋到摩天大樓》（德語：Von der Urhütte zum Wolkenkratzer）的常設展覽。
博物館每年舉辦多場特展、研討會、座談會和講座，藏有約200,000幅建築圖則和約1,320座建築模型，包括埃里希·門德爾松、路德維希·密斯·凡德羅、建築電訊派和法蘭克·蓋瑞等現代和當代建築大師的作品。館內的圖書館則藏有25,000本書籍和雜誌。現任館長為彼得·卡紹拉·施馬爾（德語：Peter Cachola Schmal），自2006年4月1日上任至今。

## 歷史
德國建築博物館所在的建物原為一座1912年完工的別墅，該別墅的建造者為弗里茨·格爾德馬赫（德語：Fritz Geldmacher）。1979年，藝術與建築史研究者海因里希·克洛茲（德語：Heinrich Klotz）籌備成立德國建築博物館並擔任第一任館長，他委託建築師奧斯瓦爾德·馬蒂亞斯·翁格爾斯負責將別墅改造為博物館。博物館於1984年6月1日開幕，首展為一場後現代主義展覽，展覽名稱為《現代主義的修正》（德語：Die Revision der Moderne）。

## 建築特色
德國建築博物館可說是翁格爾斯最具代表性的作品之一，處處體現其個人的建築理念。在空間設計上，翁格爾斯採用了「房子裡的房子」的概念，室外的花園被改建為一層樓高的展覽空間，老房子本身除內部結構被完全挖空，僅保留外殼，其內部又建了一座地上四層、地下二層的白色建物，如此一來建築空間的可類比為三個空心的俄羅斯套娃，老房子本身於展覽空間內的存在也可被視為一件展覽品。屋頂則設有大面積的天窗，陽光透過白色建物兩側的天井為各樓層的展覽空間提供採光。翁格爾斯之所以採取這種設計是因為老房子本身並不適合作為展覽空間使用，除內部隔間過小，結構強度也未能符合展覽場的需求。在建築師的巧思下，無論是原花園外牆的內部、原建物的外牆、原建物的內牆、白色建物的外牆以及白色建物的內牆皆成了展覽牆，牆和牆之間的空間則為展覽空間，因此除了展覽空間變得非常充裕外，可懸掛圖紙的牆面也大為增加。原為花園的外層展覽空間設有一座露天天井，天井中種有一棵栗樹，這棵樹為建築師刻意自原花園保留下來，天井牆面的玻璃材質使得參觀者能夠由展覽空間內觀賞這棵樹。天井作為博物館中唯一的綠化空間，顛覆了傳統上人工之於室內、自然之於室外的概念和對立關係，在空間概念上的巧思也頗具意義。

## 圖集

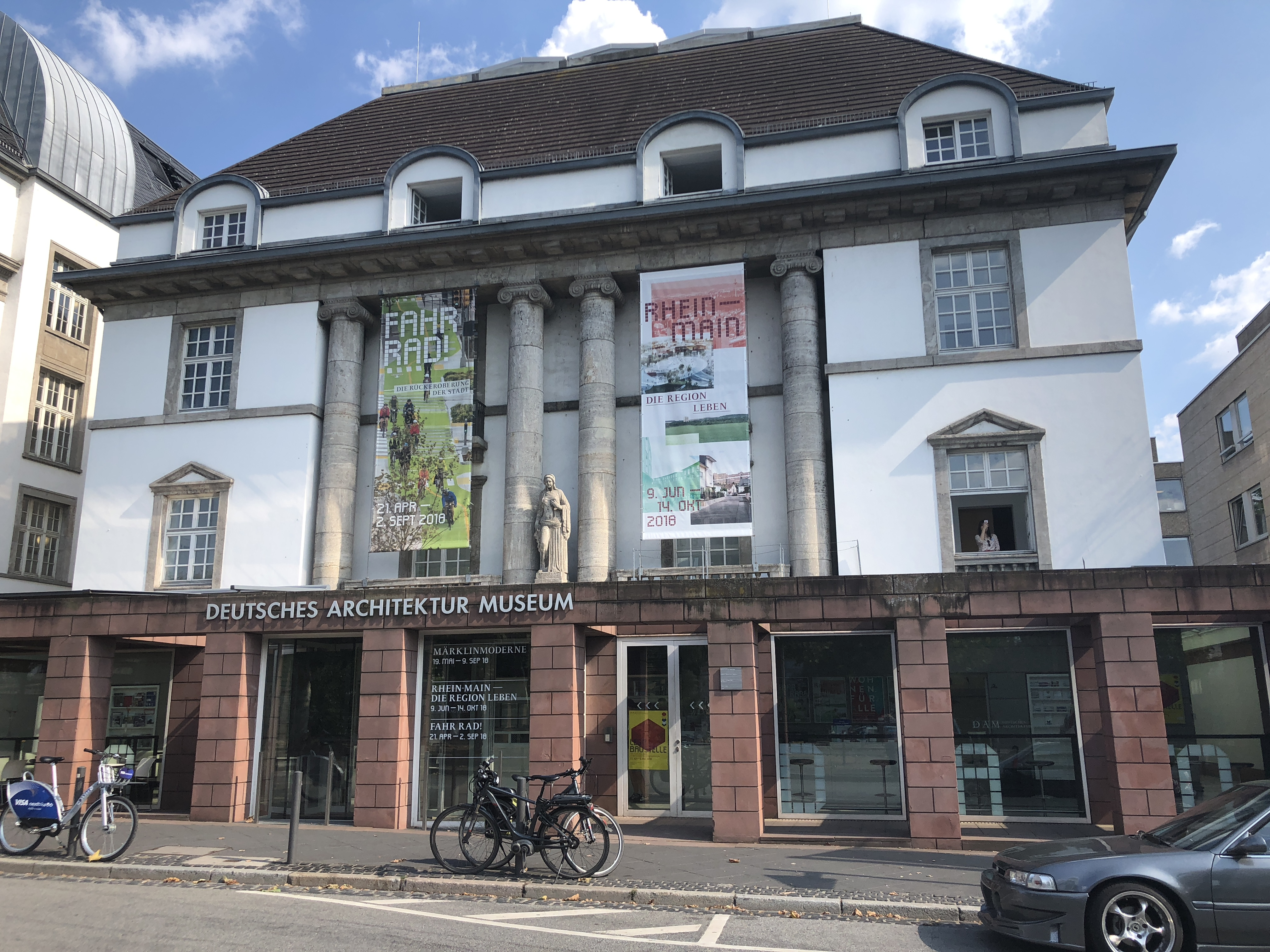
博物館正面。
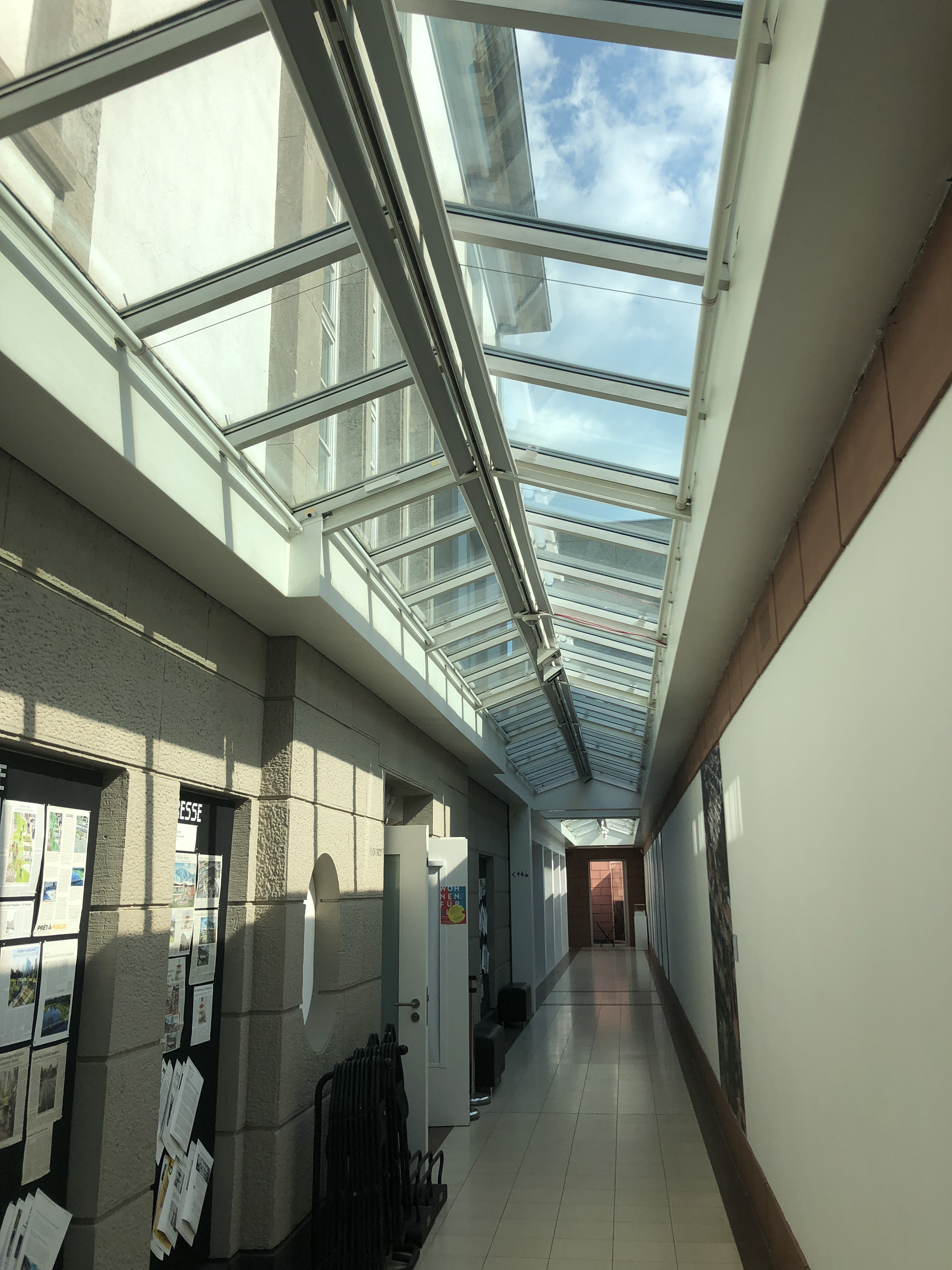
原建物與新外牆之間的展覽空間，原建築可視為展覽空間中的展覽品之一。
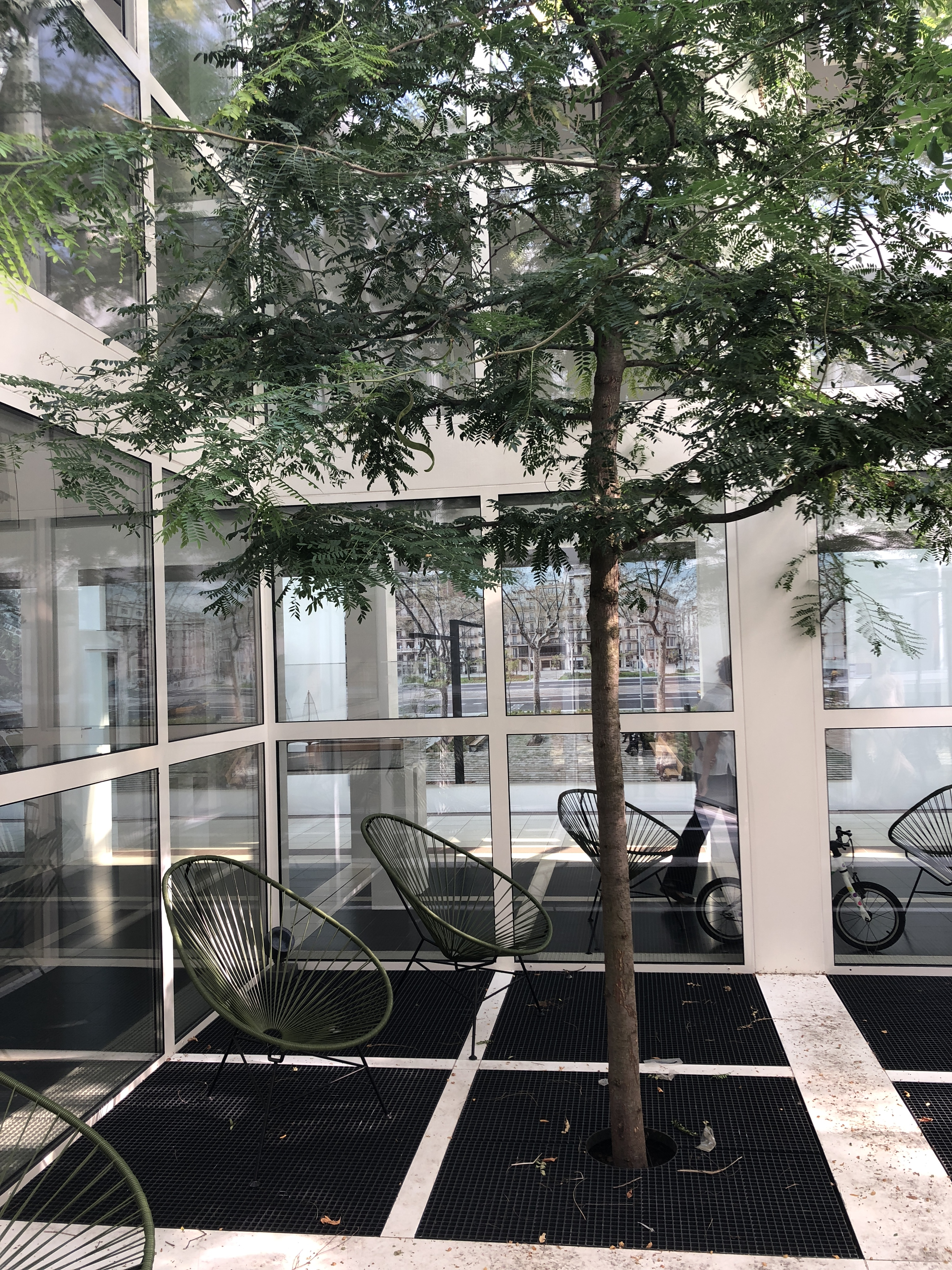
原花園中的栗樹得以保留下來，現位於露天天井內。其作為展覽場中唯一的綠化空間可說是建築師的巧思，巧妙地顛覆了傳統上綠化地帶位於室內空間之外的空間安排。
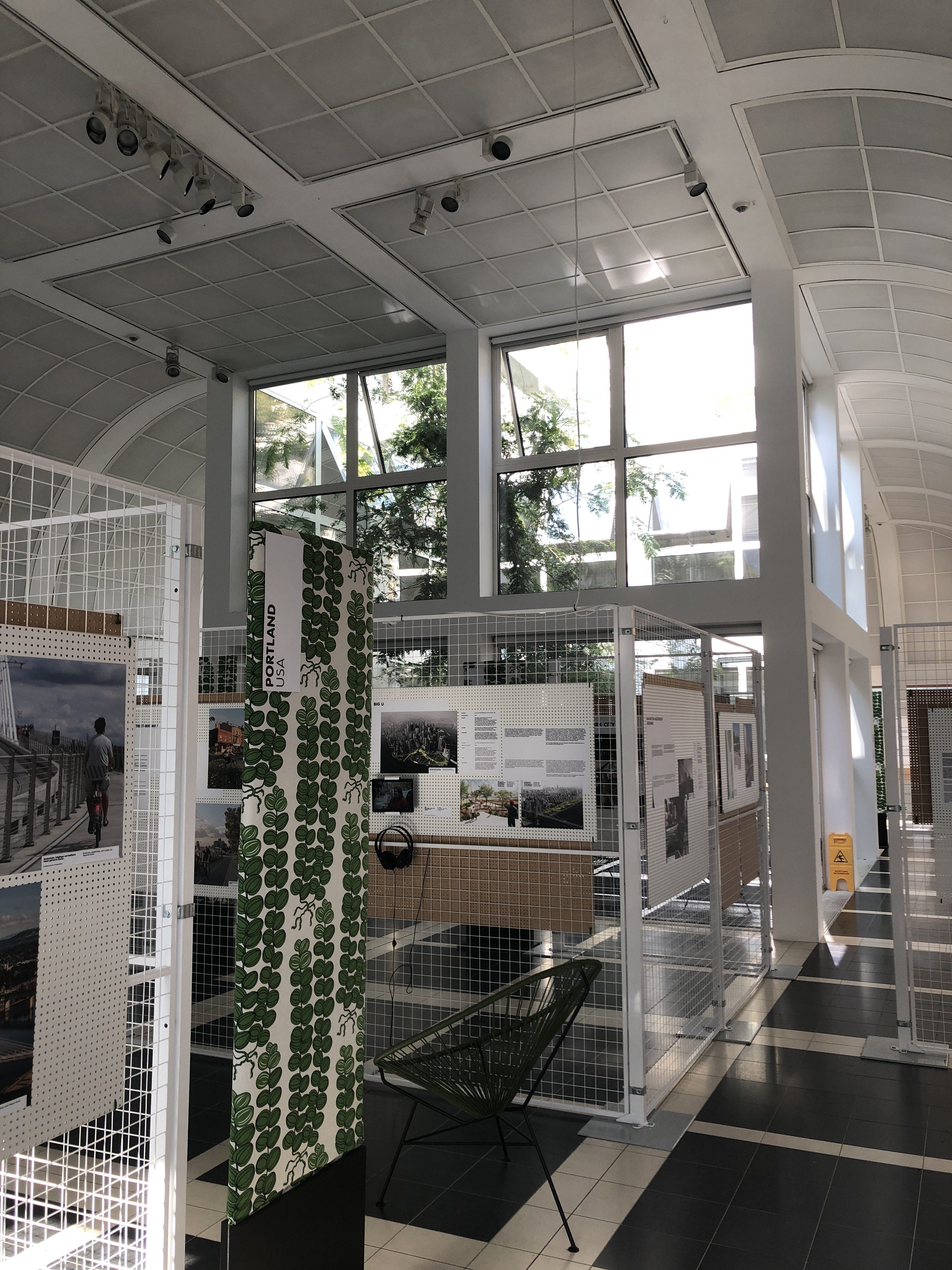
由展覽場內望向透明天井內的栗樹。
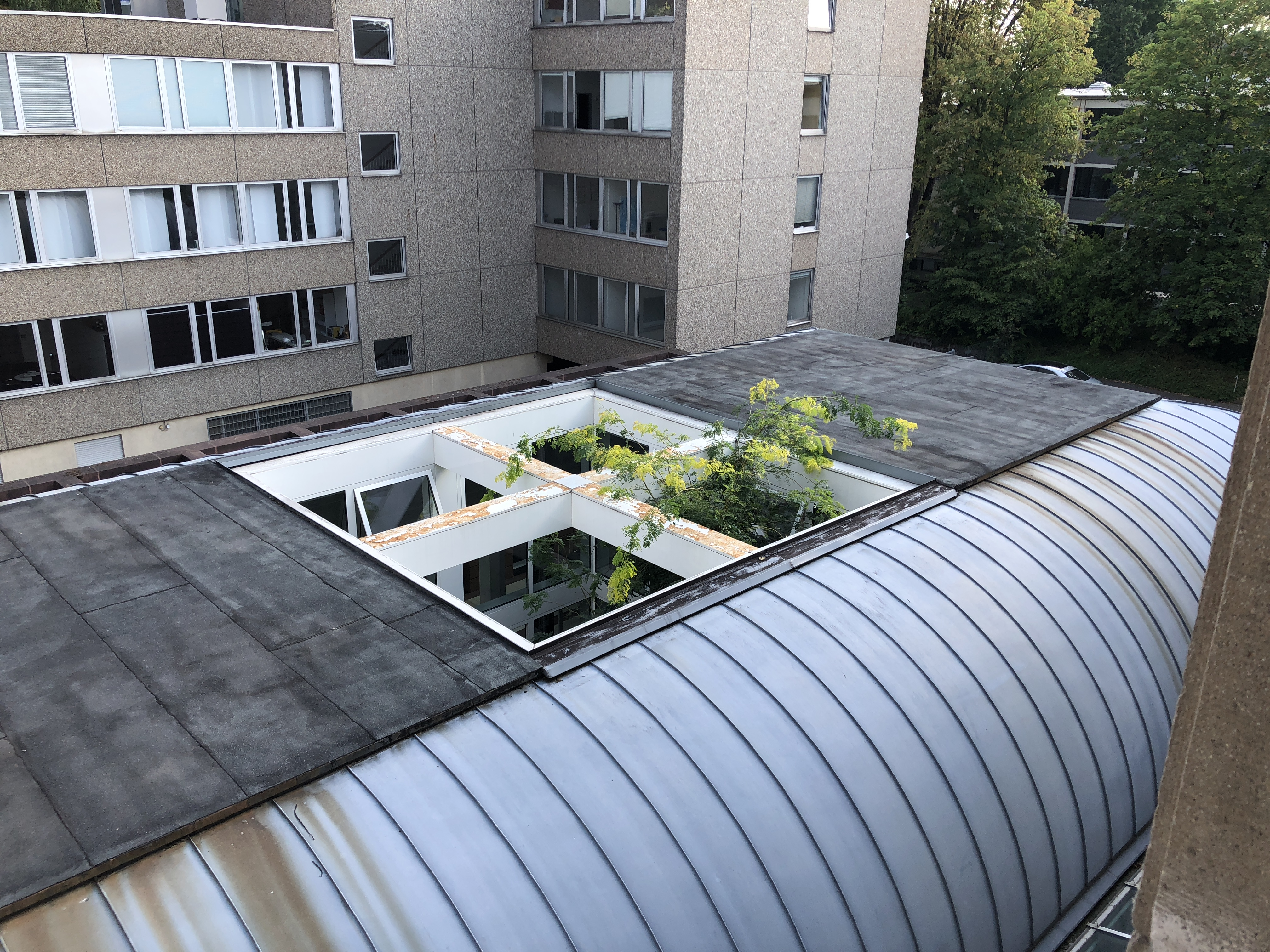
栗樹天井上方一覽。
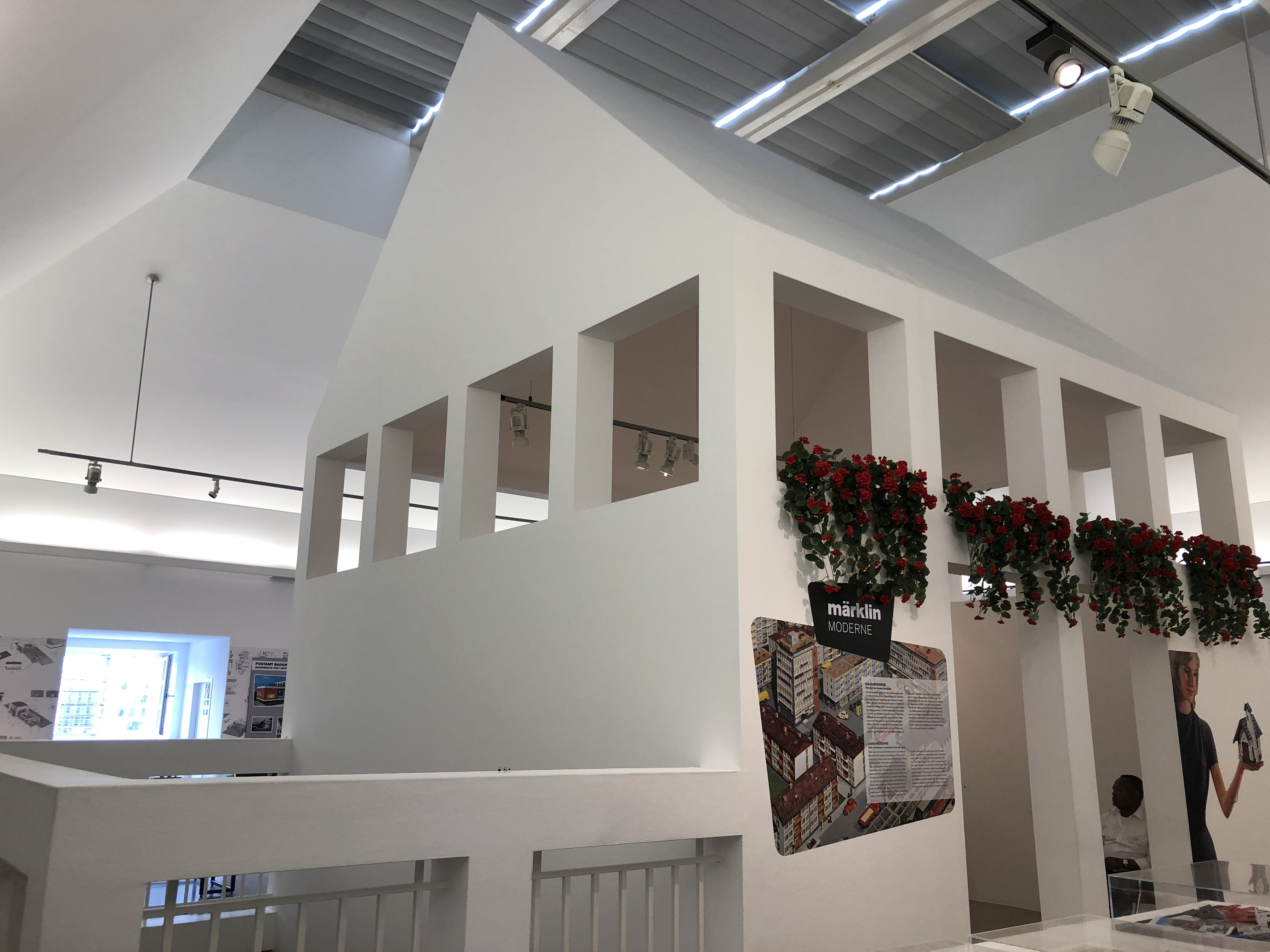
老房子內部的白色建物，體現了建築師「房子裡的房子」的空間設計概念。
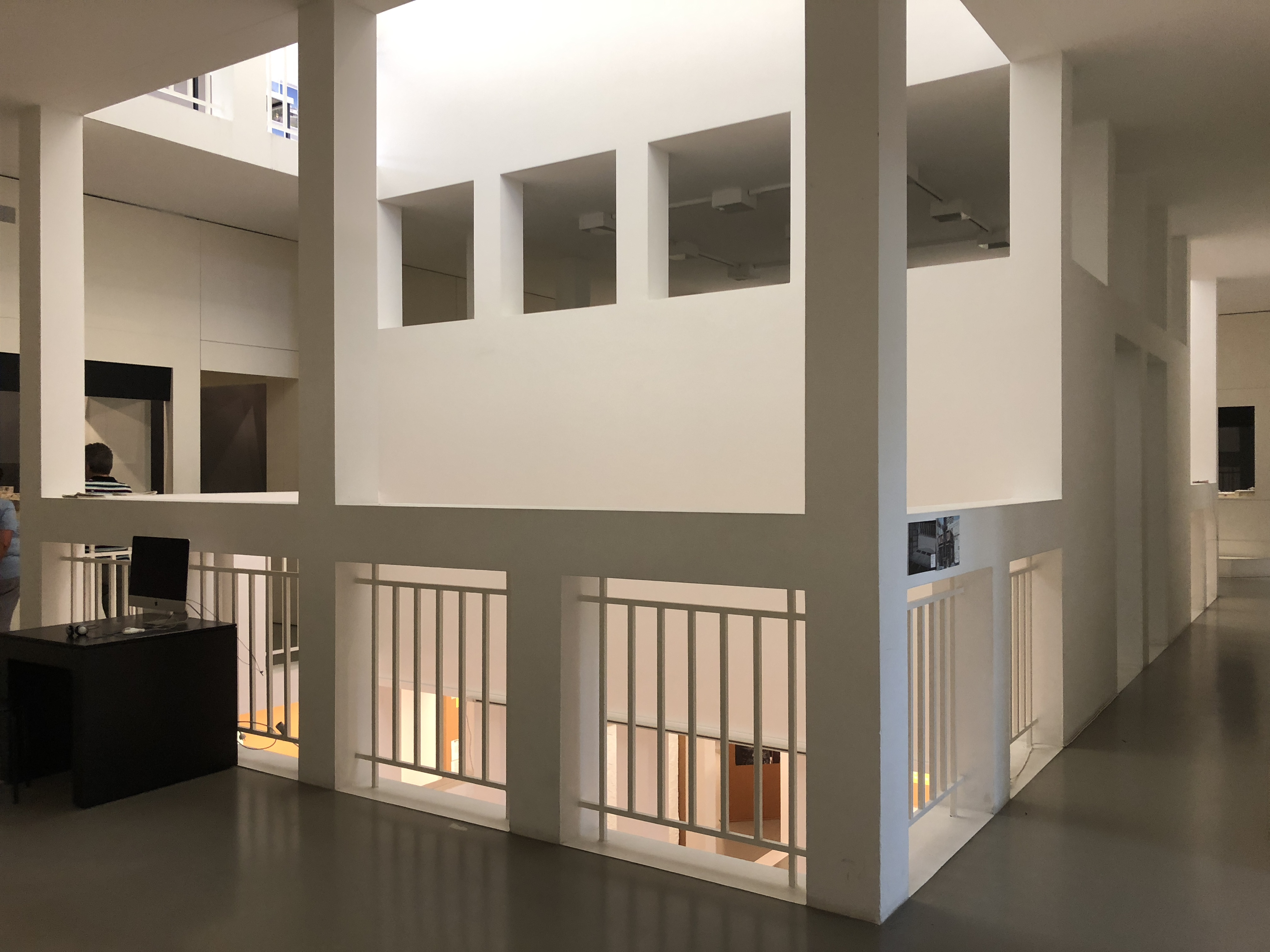
老房子內部採光天井。
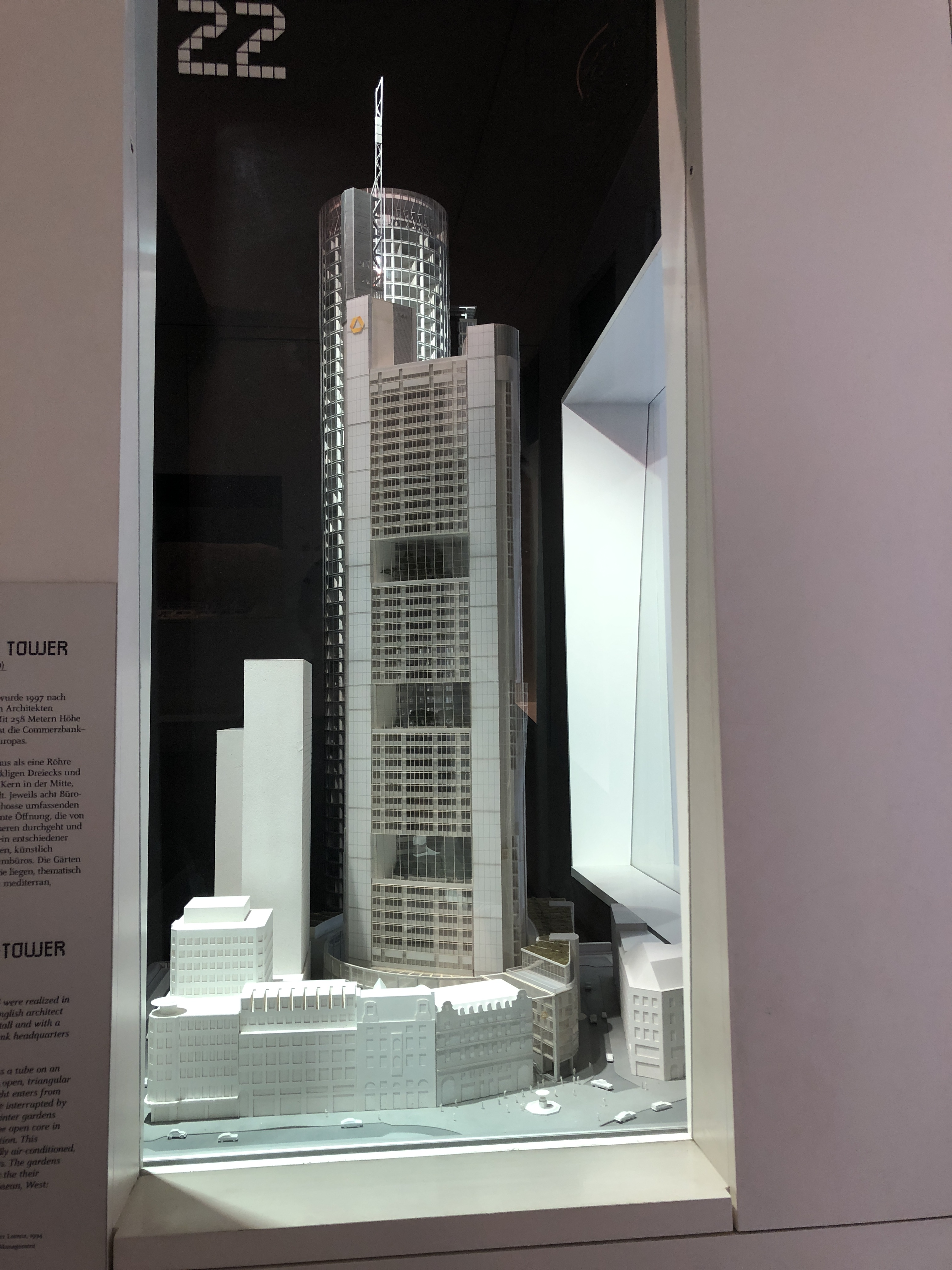
常設展中商業銀行大廈的模型。

## 負責獎項
以下獎項由德國建築博物館頒發：
- DAM德國建築獎（德語：DAM Preis für Architektur in Deutschland）
- 國際高層建築獎（德語：Internationaler Hochhaus Preis）
- DAM建築圖書獎（英語：DAM Architectural Book Award）
- 歐洲建築攝影獎（德語：Europäischer Architekturfotografiepreis）
- 歐洲城市公共空間獎（英語：European Prize for Urban Public Space）

## 外部連結
- 官方網站